# Пйотровиці (Слупецький повіт)
Пйотровиці (пол. Piotrowice) — село в Польщі, у гміні Слупца Слупецького повіту Великопольського воєводства.
Населення — 535 осіб (2011).
У 1975-1998 роках село належало до Конінського воєводства.

## Демографія
Демографічна структура станом на 31 березня 2011 року:
|          | Загалом | Допрацездатний вік | Працездатний вік | Постпрацездатний вік |
| -------- | ------- | ------------------ | ---------------- | -------------------- |
| Чоловіки | 277     | 74                 | 184              | 19                   |
| Жінки    | 258     | 60                 | 154              | 44                   |
| Разом    | 535     | 134                | 338              | 63                   |